# Rue Fabert (Metz)
Pour les articles homonymes, voir rue Fabert.
La rue Fabert est une voie piétonne de Metz en Moselle.

## Situation et accès
La rue se situe dans Metz-Centre, faisant la jonction entre la rue des Clercs et la place d'Armes bordant la cathédrale Saint-Étienne.

## Origine du nom

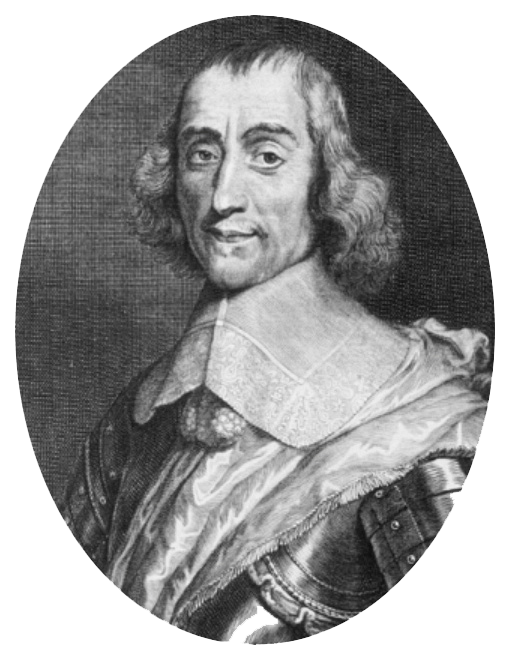
Abraham Fabert.

Cette voie honore Abraham Fabert (1599-1662), maréchal de France.

## Historique
Dénommée « rue de la Vieille-Trappe » vers 1550, elle prend ensuite le nom de « rue Croix-de-Fer »  en raison d'une enseigne qui y est érigée avant de devenir « rue Faber », par arrêté municipal du 13 novembre 1846.
11 maisons sont dénombrées au XVIIe siècle.
Elle subit de nombreux élargissements, dont en décembre 1730.

## Galerie

Vues sur la plaque et la rue de nuit.
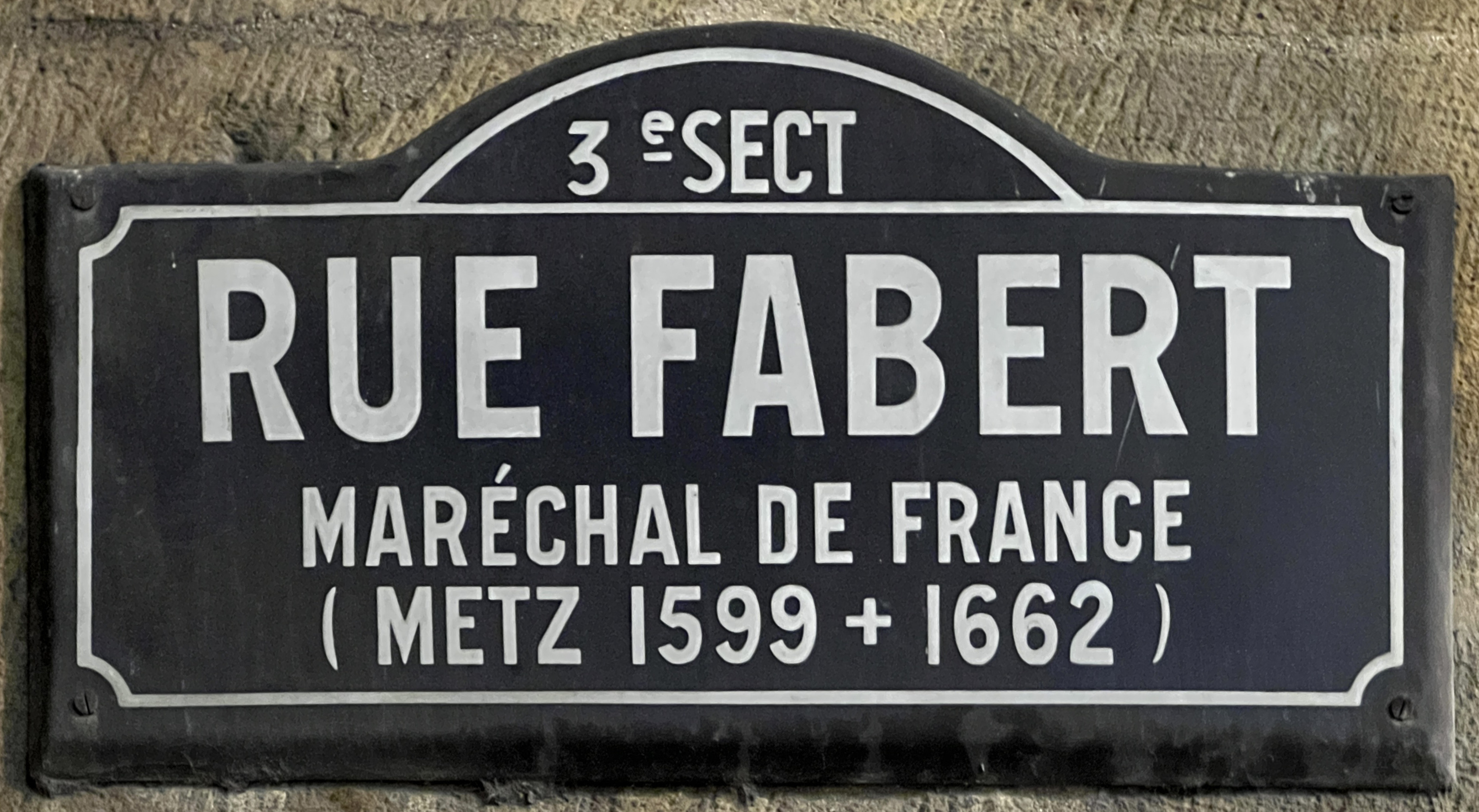
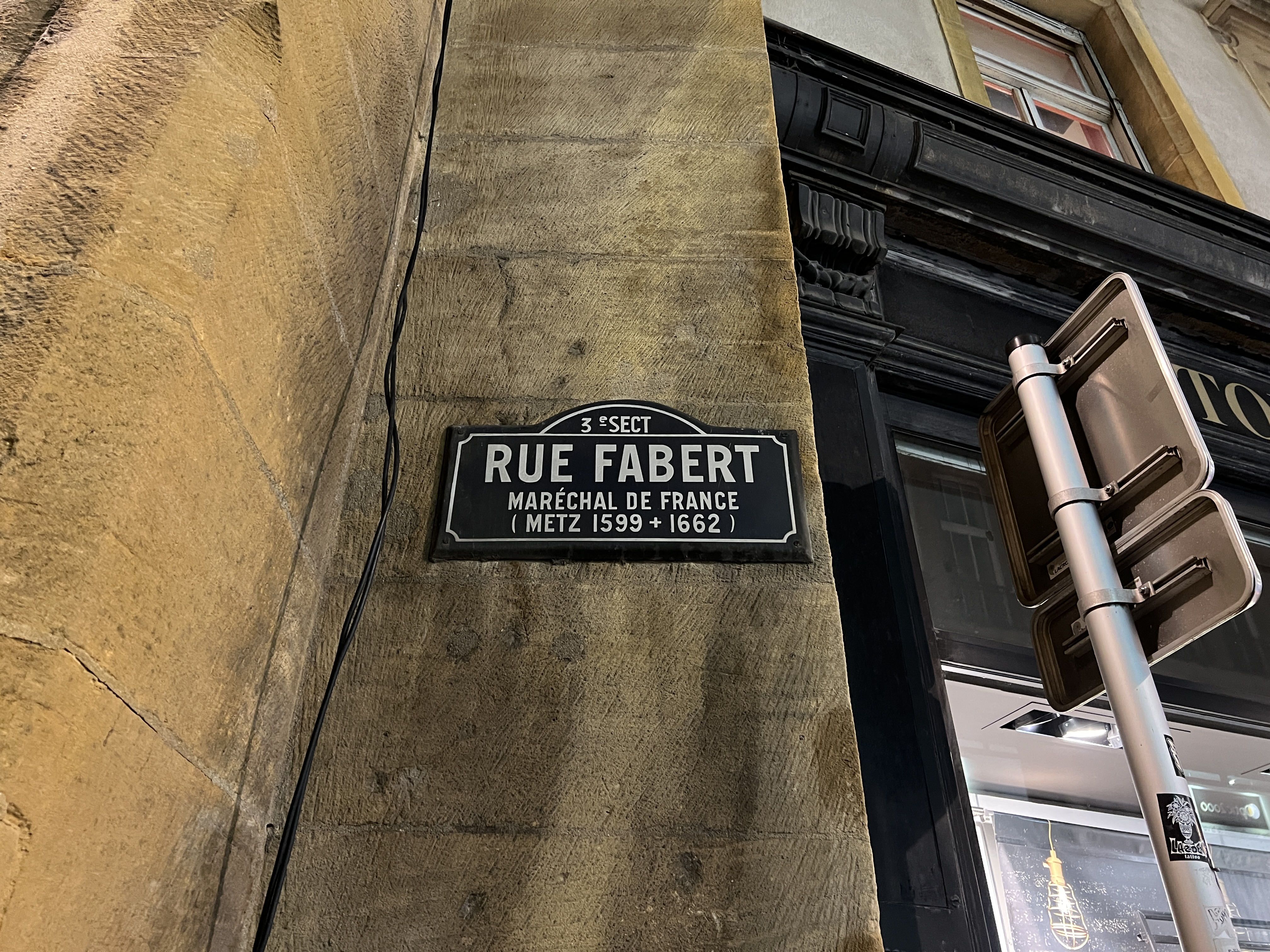
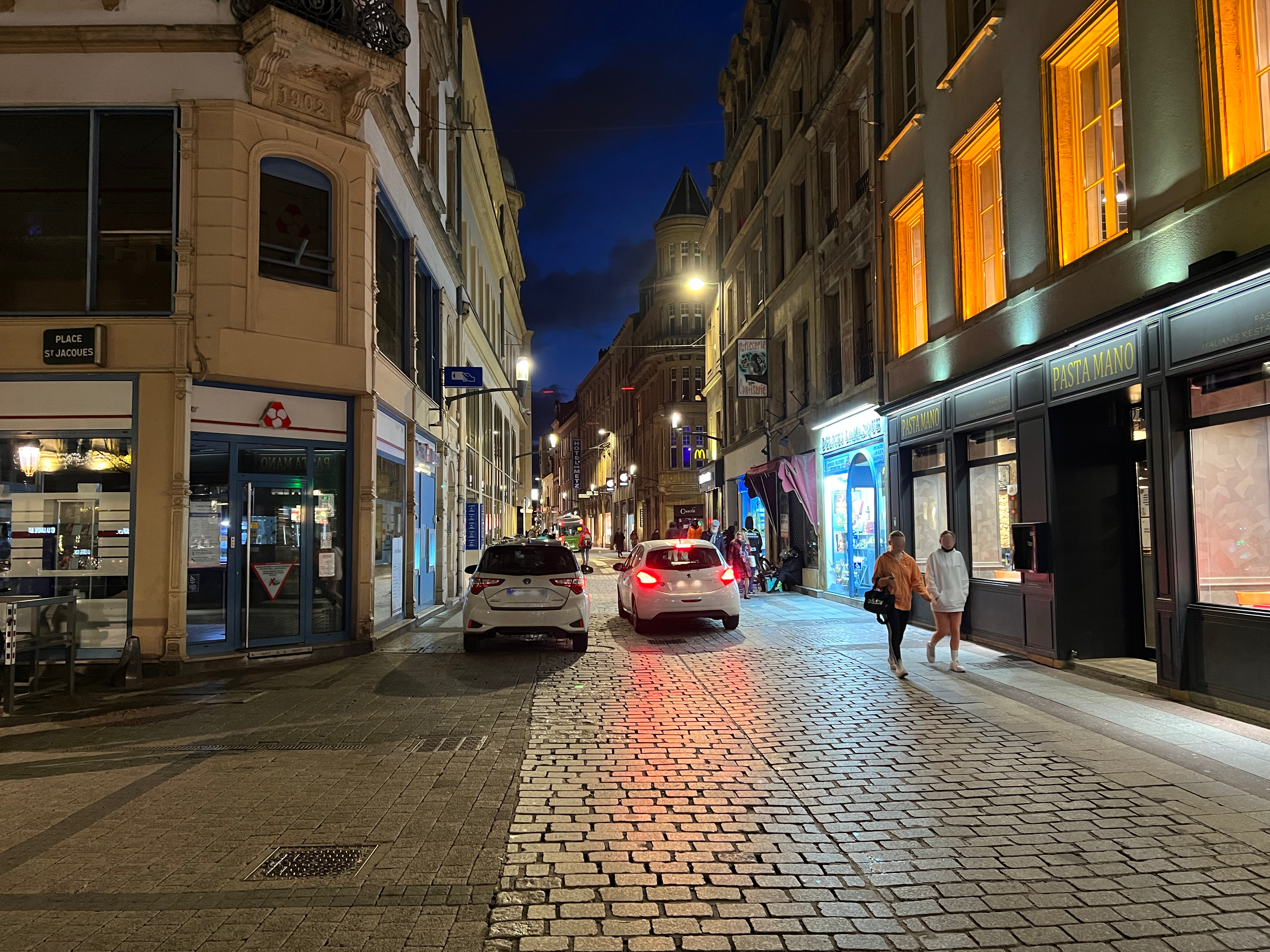